# Thomaschristenen
Thomaschristenen of Malabarchristenen zijn christenen in het zuiden van India. De meeste Thomaschristenen wonen in de zuidelijke deelstaat Kerala langs de Malabarkust. Ook in de deelstaat Tamil Nadu leven Thomaschristenen. Ze behoren tot groepen die al vóór de Europese kolonisatie van het gebied bestonden. Volgens de traditie zijn deze groepen gesticht door de apostel Thomas. De katholieke Inquisitie, die in de 16e eeuw met de Portugezen in het zuiden van India arriveerde, heeft de Thomaschristenen steeds getracht te latiniseren als uniaten. Daardoor werd de Rooms-Katholieke Kerk veruit de grootste christelijke denominatie in het gebied, nog in 1930 sloot de Syro-Malankara-Katholieke Kerk zich bij de Kerk van Rome aan.

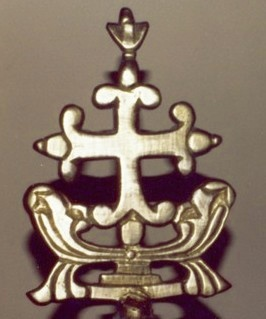
St. Thomaskruis

## Geschiedenis
Volgens de Traditie bracht de apostel Tomas het evangelie naar Kerala in de eerste eeuw van onze jaartelling. Hij zou vanaf het jaar 40 naar het Midden-Oosten gereisd zijn en verder naar India waar hij langs de zuidwestkust trok tot Malabar (thans Kerala). Verder reisde hij naar Madras (thans Chennai), waar hij gedood werd.
Het christendom kwam in ieder geval vroeg naar deze streek, meest waarschijnlijk gebeurde dit vanaf de derde eeuw via Grieks-christelijke handelaren uit het Romeinse Rijk. In de vierde eeuw, tijdens de christenvervolging in het Perzische rijk, arriveerden meer vluchtelingen aan de Malabarkust. De Kerk van het Oosten heeft, vanaf de vijfde tot zesde eeuw, op grote schaal missioneringswerk in Indië verricht.
Vanaf de achtste eeuw was er een Oost-Syrische metropoliet in Indië. De Thomaschristenen ressorteerden aldus onder de Assyrische Kerk van het Midden-Oosten. Zij volgden de Oost-Syrische liturgie. De feitelijke jurisdictie werd uitgeoefend door een lokale priester met de titel van ‘aartsdiaken’ daar de metropoliet de volkstaal meestal niet sprak.
In de 16de eeuw arriveerden de Portugezen in India. Ze stichtten handelskolonies en richtten factorijen op aan de Malabarkust en er werd aan missionering gedaan.
In 1599 verenigde de controversiële Synode van Diamper - onder voorzitterschap van Aleixo de Menezes, de Portugese aartsbisschop van Goa - de Thomaschristenen formeel met de Rooms-Katholieke Kerk. Portugese bisschoppen werden geïnstalleerd. Er werden veranderingen aangebracht aan de canons en de liturgie om deze meer in overeenstemming te brengen met die van de Rooms-Katholieke Kerk.
Deze latinisering leidde tot veel protest. In 1653 verzette een groep Thomaschristenen zich tegen het gezag van de Portugese bisschoppen en de Jezuïet-missionarissen.
Vanaf dan vormde een deel van de Kerk van Malabar nieuwe kerkgemeenschappen en in 1665 sloten zij zich aan het Westsyrisch patriarchaat van Antiochië. De patriarch stuurde een bisschop. Er ontstond een autonome Indiase Kerk binnen de Syrisch-Orthodoxe Kerk van Antiochië welke de West-Syrische christologie aanvaardde en de West-Syrische liturgie volgde. In 1912 verklaarde een groep zich autocefaal en vormde de Malankaarse Syrisch-Orthodoxe Kerk.
Na het protest van 1653 stuurde paus Alexander VII karmelieten naar de Malabarchristenen; deze konden via intensieve missionering velen overtuigen bij de Kerk van Rome te blijven. Tot 1898 waren de bisschoppen karmelieten. Vanaf 1923 ontstond een volwaardig bisdom en werd de bisschopsfunctie uitgeoefend door inlanders. Van dan af spreekt men van de Syro-Malabar-Katholieke Kerk.
In 1962 werd de liturgie van de pre-Diamperperiode hersteld, weliswaar met enkele aanpassingen.
In de jaren 1920 kwamen vijf orthodoxe bisschoppen van de Malankaarse Syrisch-Orthodoxe Kerk in conflict met hun patriarch. Hun charismatische leider Mar Ivanios nam contact op met Rome en het kwam in 1930 tot een unie met behoud van de eigen bisschoppen en de eigen (Antiocheense) ritus. Deze geünieerde kerk noemt men de Syro-Malankara-Katholieke Kerk.
In de tweede helft van de 18de eeuw heeft zich bovendien een 'Malabar onafhankelijke Syrische Kerk' gevormd uitgaande van de Syrisch-Orthodoxe Kerk.
Eind 19de eeuw – tijdens de Britse kolonisatieperiode – ontstond uit dezelfde groep de 'Marthoma-Kerk' die geünieerd is met de Anglicaanse Kerk.

## Huidige situatie
De Thomaschristenen zijn thans verdeeld over een Nestoriaanse Kerk, twee oriëntaals-orthodoxe kerken en twee oosters-katholieke kerken; daarnaast zijn er ook rooms-katholieke bisdommen en een aantal protestantse kerken.
De verdeling over de oosterse kerken is als volgt:
- Nestoriaanse Kerk
  - Assyrische Kerk van het Oosten, plaatselijk ook Chaldeeuws-Syrische Kerk genoemd (35.000 gelovigen)
- Oriëntaals-orthodoxe kerken
  - Malankara Jacobitisch-Syrisch-Christelijke Kerk, onderdeel van de Syrisch-Orthodoxe Kerk van Antiochië (1.100.000 gelovigen)
  - Malankaarse Syrisch-Orthodoxe Kerk (1.000.000 gelovigen)
- Oosters-katholieke kerken
  - Syro-Malabar-Katholieke Kerk (1.650.000 gelovigen)
  - Syro-Malankara-Katholieke Kerk (200.000 gelovigen)

De Chaldeeuwse ritus wordt gevolgd door de Assyrische Kerk van het Oosten en de Syro-Malabar-Katholieke Kerk.
De andere Kerken volgen de Antiocheense ritus.